# أرجاتروبان
ارجاتروبان
(بالإنجليزية: Argatroban) هو مركب كيميائي يستخدم كدواء  مضاد للتجلط الدموي يعتبر من مثبطات الثرومبين تم الترخيص عليه من قبل إدارة الغذاء والدواء الأمريكية في عام 2002، يستخدم لعلاج الجلطات الدموية الضارة، ويستخدم للمرضى الذين يعانون من نقص الصفحيات الدموية الناتجة عن استخدام دواء الهيبارين، ويستخدم في بعض العلميات الجراحية للقلب.
1. ↑  Drug Indications Extracted from FAERS، DOI:10.5281/ZENODO.1435999، QID:Q56863002
2. 1 2 3 4  argatroban (بالإنجليزية), QID:Q278487
3. ↑   http://echa.europa.eu/de/information-on-chemicals/registered-substances. {{استشهاد ويب}}: |url= بحاجة لعنوان (مساعدة) والوسيط |title= غير موجود أو فارغ (من ويكي بيانات) (مساعدة)
4. ↑  (2R,4R)-1-[N~5~-(Diaminomethylene)-N~2~-{[(3R)-3-methyl-1,2,3,4-tetrahydro-8-quinolinyl]sulfonyl}-L-ornithyl]-4-methyl-2-piperidinecarboxylic acid، QID:Q2311683
5. ↑  CHEMBL59461، QID:Q6120337